# Франческо Барбаро
Франче́ско Ба́рбаро (італ. Francesco Barbaro 1390, Венеція — 1454, Венеція) — італійський гуманіст, філолог та дипломат Венеційської республіки. Син сенатора Венеційської республіки Кандіано Барбаро. Походив з давнього венеційського роду Барбаро.

## Біографія
Народився 1390 року у Венеції. З 1405 по 1408 рік відвідував школу, потім став учнем Гаспаріно Барзіцци в Падуї. У Падуї 1410 року він став магістром, а 1412 року — доктором. Вивчення давньогрецької мови Барбаро продовжив у Венеції в Гваріно да Верона. 1415 року переклав латиною два життєписи з Плутарха. З 1415 року входив до гуманістичного гуртка Леонардо Бруні та Нікколо Нікколі, відвідував гуманістів у Флоренції. 1416 року з нагоди весілля мецената Лоренцо ді Джованні Медічі написав «Книгу про шлюб» (лат. De re uxoria).
1419 року Барбаро став сенатром Венеційської республіки й займав низку високих посад. З дипломатичною місією відвідав закрема папу римського та німецького кайзера. З 1422 по 1435 рік обіймав посаду подести в Тревізо, Віченці, Бергамо та Вероні. 1440 року був представником на Фераро-Флорентійському соборі. 1452 року був прокуратором Сан-Марко.
Як філолог Франческо Барбаро мав високий авторитет у Венеції та всій області Венето.
Був одружений з Марією Лоредан з родини прокуратора Сан-Марко. Єдиний його син Дзаккарія Барбаро був венеційським дипломатом; його внук Ермолао Барбаро став також відомим гуманістом.

## Твори
- Книга про шлюб / De re uxoria 1416